# Maxine Hong Kingston
Maxine Hong Kingston (em chinês: 汤婷婷, nascida em 27 de outubro de 1940) é uma romancista norte-americana de origem chinesa, autora e professora emérita da universidade de Califórnia em Berkeley, onde se graduou em inglês em 1962. Kingston escreveu três romances e várias obras de não-ficção a respeito das experiências dos imigrantes chineses que vivem nos Estados Unidos, contribuindo com o movimento feminista, com obras como suas memórias The Woman Warrior; Memoirs of a Girlhood among Ghosts (A mulher guerreira: memória de uma meninice entre fantasmas) (1976). O livro versa sobre as diferenças de gênero e origem étnica, e como estes conceitos afetam à vida das mulheres. Este trabalho rendeu-lhe o prêmio do Círculo de Críticos Nacional do Livro. Também ganhou um National Book Award em 1981 por uma outra obra, Chinesa Men (Homens chineses).
Kingston recebeu importantes críticas por reforçar estereótipos racistas em seus trabalhos e por transformar histórias tradicionais chinesas para fazer seus textos mais atraentes ao público ocidental. Também recebeu críticas de estudiosas asiáticas por sua "exagerada representação da opressão feminina para as mulheres asiático americanas".